# Castiarina kirbyi
Castiarina kirbyi es una especie de escarabajo del género Castiarina, familia Buprestidae. Fue descrita científicamente por Guérin-Méneville en 1830.